# Red 11
Pour plus de détails, voir Fiche technique et Distribution.
Red 11 est un film d'horreur américain réalisé par Robert Rodriguez et sorti en 2019.
Présenté dans divers festivals en 2019, il sort l'année suivante aux États-Unis sur la plateforme de vidéo à la demande Tubi. Red 11 reçoit des critiques contrastées.

## Synopsis
Pour faire avancer la recherche médicale, des jeunes acceptent de jouer les cobayes, en échange de sommes d'argent.

## Fiche technique
Sauf indication contraire, les informations mentionnées dans cette section peuvent être confirmées par la base de données cinématographiques IMDb,  présente dans la section « Liens externes ».
- Titre original : Red 11
- Autre titre : Red Eleven
- Réalisation : Robert Rodriguez
- Scénario : Robert Rodriguez et Racer Rodriguez[2]
- Photographie et montage : Robert Rodriguez
- Musique : Rebel Rodriguez[3]
- Production : Robert Rodriguez
- Sociétés de production : Troublemaker Studios et Double R Productions
- Société de distribution : Tubi (États-Unis, VOD)
- Pays d'origine :  États-Unis
- Langue originale : anglais
- Budget : 7 000 dollars[4]
- Genre : horreur, thriller, science-fiction
- Durée : 77 minutes
- Dates de sortie :

États-Unis : 15 mars 2019 (South by Southwest Film Festival)
France : mai 2019 (présentation en séance spéciale lors d'une masterclass à la Quinzaine des réalisateurs du festival de Cannes)
États-Unis : 2020 (en VàD sur Tubi)

## Distribution
- Carlos Gallardo (en) : Camacho
- Katy Harris : Vampira
- Alejandro Rose-Garcia : Score
- Katherine Willis : l'administratrice Willis
- Roby Attal : Rob
- Eman Esfandi : Funny Guy
- Elizabeth Trieu : Heart Tech
- Natan Cruz : Natan Camacho

## Production
Robert Rodriguez écrit ici en collaboration avec l'un de ses fils, Racer. Il s'inspire par ailleurs de sa propre expérience de cobaye, qu'il a fait pour financer son premier film El Mariachi (1993), relatée dans son autobiographie Rebel Without a Crew. Après le blockbuster Alita: Battle Angel produit par James Cameron, Robert Rodriguez revient à un film au budget « microscopique » de 7 000 dollars, une somme légèrement inférieure au budget de El Mariachi (produit pour 7 225 $),.
Le tournage a lieu à Austin au Texas.
La musique du film est composée par un autre fils du réalisateur, Rebel Rodriguez.

## Accueil
Sur l'agrégateur américain Rotten Tomatoes, Red 11 récolte 67% d'opinions favorables pour 6 critiques et une note moyenne de 6,20⁄10.
Lors de sa présentation au festival South by Southwest, la presse émet des avis négatives. John DeFore de The Hollywood Reporter remarque qu'avant toute chose toute production « a besoin d'un bon scénario ». Peter Debruge de Variety écrit notamment que le film « est mal joué et parfois embarrassant et fait avec des “bouts de ficelles” ». Griffin Shiller de The Playlist décrit un film dont « le récit est alambiqué et s'enlise souvent dans son commentaire méta ».

## Distinction

### Sélection
- Festival de Cannes 2019 : sélection à la Quinzaine des réalisateurs, séances spéciales